# メソテリウム
メソテリウム（Mesotherium）は、既に絶滅した南蹄類の動物である。

## 概要
南蹄類（南蹄目）ティポテリウム亜目の中型哺乳類である。推定体重55kg程と、小型のヤギに似た体躯を持つ。南米に生息した。
草食性だが、切歯の他に臼歯も一生伸び続けるような進化をとげている。犬歯と小臼歯は退化しており、ネズミなど齧歯類に似たような顔つきになった。なお、南蹄類としては最末期の種である。

## 脚註
1. ↑  “D. Croft SA Mammals: Mesotheriidae”.   D. Croft (2007年1月2日). 2009年12月24日時点のD. Croft SA Mammals: Mesotheriidae オリジナルよりアーカイブ。2008年6月5日閲覧。